# Mirosław Chmielewski
Mirosław Chmielewski (ur. 3 września 1962 w Gołdapi) – polski duchowny katolicki, redemptorysta, dr hab. nauk teologicznych, adiunkt w Katedrze Współczesnych Form Przekazu Wiary w Instytucie Teologii Pastoralnej i Katechetyki Katolickiego Uniwersytetu Lubelskiego Jana Pawła II.

## Życiorys
W 1988 ukończył studia filozoficzno-teologiczne w Wyższym Seminarium Duchownym Redemptorystów w Tuchowie, gdzie przyjął święcenia kapłańskie. Jako wikariusz pracował w parafii Matki Bożej Nieustającej Pomocy w Krakowie. W latach 1991–1996 odbył studia specjalistyczne z katechetyki na Katolickim Uniwersytecie Lubelskim. W 2007  obronił pracę doktorską pt. Katechetyczno-homiletyczna działalność o. Henryka Pagiewskiego CSsR (1930-2000), otrzymując doktorat, a 30 września 2019 Rada Wydziału Teologii KUL nadała mu stopień doktora habilitowanego w dziedzinie nauk teologicznych.
W 2011 został zatrudniony na stanowisku asystenta, a w 2012 adiunkta w Katedrze Współczesnych Form Przekazu Wiary na Wydziale Teologii Katolickiego Uniwersytetu Lubelskiego Jana Pawła II. W latach 2018–2022 pełnił funkcję dyrektora Konwiktu Księży Studentów KUL.
W 2017 został odznaczony Medalem Komisji Edukacji Narodowej za szczególne zasługi dla oświaty i wychowania.